# Везденецька сільська рада
Вездене́цька сільська́ ра́да — адміністративно-територіальна одиниця та орган місцевого самоврядування у Хмельницькому районі Хмельницької області. Адміністративний центр — село Везденьки.

## Загальні відомості
Везденецька сільська рада утворена в 1994 році.
- Територія ради: 18,77 км²
- Населення ради: 480 осіб (станом на 2001 рік)

## Населені пункти
Сільській раді були підпорядковані населені пункти:
- с. Везденьки
- с. Малі Орлинці

## Склад ради
Рада складалася з 12 депутатів та голови.
- Голова ради: Бондар Галина Іванівна
- Секретар ради: Онуфрієва Світлана Олексіївна

### Керівний склад попередніх скликань
| Прізвище, ім'я, по батькові | Основні відомості                                    | Дата обрання | Дата звільнення |
| --------------------------- | ---------------------------------------------------- | ------------ | --------------- |
| Бондар Галина Іванівна      | Сільський голова, 1954 року народження, позапартійна | 26.03.2006   | 31.10.2010      |
| Бондар Галина Іванівна      | Сільський голова, 1954 року народження, позапартійна | 31.10.2010   |                 |

Примітка: таблиця складена за даними сайту Верховної Ради України

### Депутати
За результатами місцевих виборів 2010 року депутатами ради стали:

#### За суб'єктами висування
| Суб'єкт висування | Кількість обраних депутатів | %    |
| ----------------- | --------------------------- | ---- |
| Самовисування     | 8                           | 66,7 |
| Народна партія    | 3                           | 25   |
| Єдиний Центр      | 1                           | 8,3  |

#### За округами
| № округу       | Прізвище, ім'я, по батькові     | Дата визнання обраним | Освіта             | Партійна приналежність | Відомості про обраного депутата                                         |
| -------------- | ------------------------------- | --------------------- | ------------------ | ---------------------- | ----------------------------------------------------------------------- |
| Єдиний Центр   |                                 |                       |                    |                        |                                                                         |
| 6              | Мороз Іван Григорович           | 05.11.2010            | середня спеціальна | позапартійний          | приватний підприємець                                                   |
| Народна Партія |                                 |                       |                    |                        |                                                                         |
| 1              | Ковтонюк Тетяна Владиславівна   | 05.11.2010            | середня спеціальна | позапартійна           | магазин, продавець                                                      |
| 7              | Онуфрієва Світлана Олексіївна   | 05.11.2010            | вища               | позапартійна           | Везденецька сільська рада, секретар                                     |
| 8              | Мельник Оксана Олексіївна       | 05.11.2010            | середня спеціальна | позапартійна           | Везденецька сільська рада, бухгалтер                                    |
| Самовисування  |                                 |                       |                    |                        |                                                                         |
| 2              | Ларіонова Тетяна Василівна      | 05.11.2010            | середня спеціальна | позапартійна           | тимчасово не працює                                                     |
| 3              | Гвозда Тамара Миколаївна        | 05.11.2010            | середня спеціальна | позапартійна           | Миколаївська загальноосвітня школа I–III ст., вчитель початкових класів |
| 4              | Ритікова Любов Валентинівна     | 05.11.2010            | середня спеціальна | позапартійна           | тимчасово не працює                                                     |
| 5              | Лепетко Ніна Василівна          | 05.11.2010            | середня спеціальна | позапартійна           | пенсіонер                                                               |
| 9              | Василишина Світлана Григорівна  | 05.11.2010            | середня спеціальна | позапартійна           | Поштове відділення, листоноша                                           |
| 10             | Шостацка Віра Антонівна         | 05.06.2011            | середня            | позапартійна           | пенсіонерка                                                             |
| 11             | Баліцька Світлана Володимирівна | 05.11.2010            | середня спеціальна | позапартійна           | пенсіонер                                                               |
| 12             | Волошина Інна Дмитрівна         | 05.11.2010            | середня спеціальна | позапартійна           | тимчасово не працює                                                     |